# Новый Бирюзяк
Новый Бирюзяк — село в Кизлярском районе Дагестана. Образует сельское поселение село Новый Бирюзяк как единственный населённый пункт в его составе.

## Географическое положение
Расположено на реке Кордонка, между водохранилищами Бешеное и Травяное, в 105 км к юго-востоку от районного центра Кизляр.

## История
Село образовано на месте хутора Кривенко, в середине XX века, когда в него были переселены жителя села Старый Бирюзяк, располагавшийся в устье реки Кумы. Также к селу были присоединены аул Махачкент, располагавшийся на правом берегу реки (канала) Кордонка и хутор Коноваловский.
В 1950-х годах в период укрупнения колхозов и переселения не перспективных сёл, в Новый Бирюзяк были поселены жители близ располагавшихся сёл: Чаканное, Бирючек, Аликазган, Акайкино, Росламбейчик и др.

## Население
| 1926 | 1970  | 1989 | 2002 | 2010 | 2012 | 2013 |
| ---- | ----- | ---- | ---- | ---- | ---- | ---- |
| 710  | ↗1435 | ↘894 | ↘857 | ↗909 | ↗915 | ↗938 |
| 2014 | 2015  | 2016 | 2017 | 2018 | 2019 | 2020 |
| ↘937 | ↗939  | ↘938 | ↘931 | ↗933 | →933 | ↗942 |
| 2021 | 2023  | 2024 | 2025 |      |      |      |
| ↘916 | ↗919  | ↗945 | ↗949 |      |      |      |

До середины 1980-х годов, основным населением села были русские. Но в связи с начавшимся большим притоком переселенцев с гор и оттоком русскоязычного населения из района, произошла перестройка национального состава села. В настоящее время русские в селе составляют более 25 % населения. Остальные в основном аварцы из Гунибского района.
Национальный состав
По данным Всесоюзной переписи населения 1926 года:
| № | Национальность | Численность, чел. | Доля   |
| - | -------------- | ----------------- | ------ |
| 1 | русские        | 705               | 99,3 % |
| 2 | осетины        | 4                 | 0,6 %  |
| 3 | румыны         | 1                 | 0,1 %  |

По результатам Всероссийской переписи населения 2010 года:
| № | Национальность | Численность, чел. | Доля   |
| - | -------------- | ----------------- | ------ |
| 1 | аварцы         | 585               | 64,3 % |
| 2 | русские        | 251               | 27,6 % |
| 3 | лакцы          | 27                | 3,0 %  |
| 4 | другие         | 46                | 5,1 %  |

## Хозяйство
В селе действует один из крупных рыбохозяйственных комбинатов Новобирюзякский, который занимается ловлей и разведением рыбы частиковых пород в Нижнетерских озерах. Также в советский период в селе существовал крупный рыболовецкий колхоз «Путь к коммунизму».

## Транспорт
Село связано автобусным сообщением с Махачкалой и Кизляром.

## Известные уроженцы
- Михаил Петрович Щетинин — советский и российский педагог, академик РАО.